# Little Italy (Bridgeport)
Little Italy è un quartiere del North End di Bridgeport, Connecticut che si sviluppa lungo Madison Avenue, con un'alta percentuale di popolazione di origine italoamericana. Nelle sue immediate vicinanze si trovano la Fairfield County Correctional Facility e la Central High School.

## Storia

### Origini
Durante la fine del XIX e l'inizio del XX secolo, molti immigrati europei si trasferirono a Bridgeport per lavorare nelle numerose fabbriche della città. Molti italiani giunti durante questo periodo si stabilirono nel Central End e nel North End della città, in particolare intorno a Madison Avenue.

### Situazione attuale
L'area intorno a Madison Avenue è ancora chiamata "Little Italy" e ospita molti ristoranti italiani.  Tuttavia, negli ultimi anni, molte attività si sono trasferite nelle città circostanti in seguito alla deindustrializzazione di Bridgeport. L'area oggi ha anche una significativa popolazione di origine portoghese. 

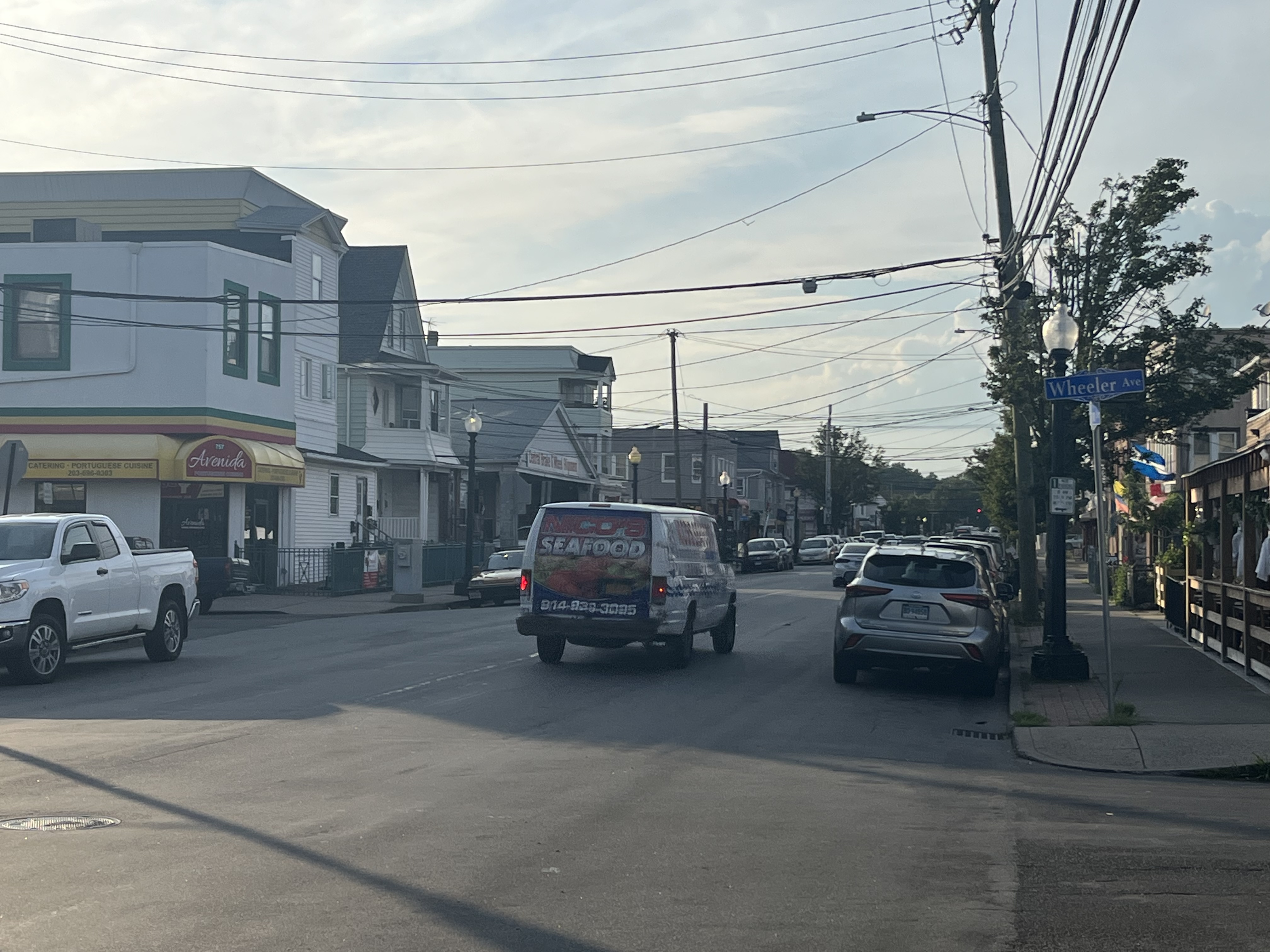
Madison Avenue, oggi perlopiù luso-americana

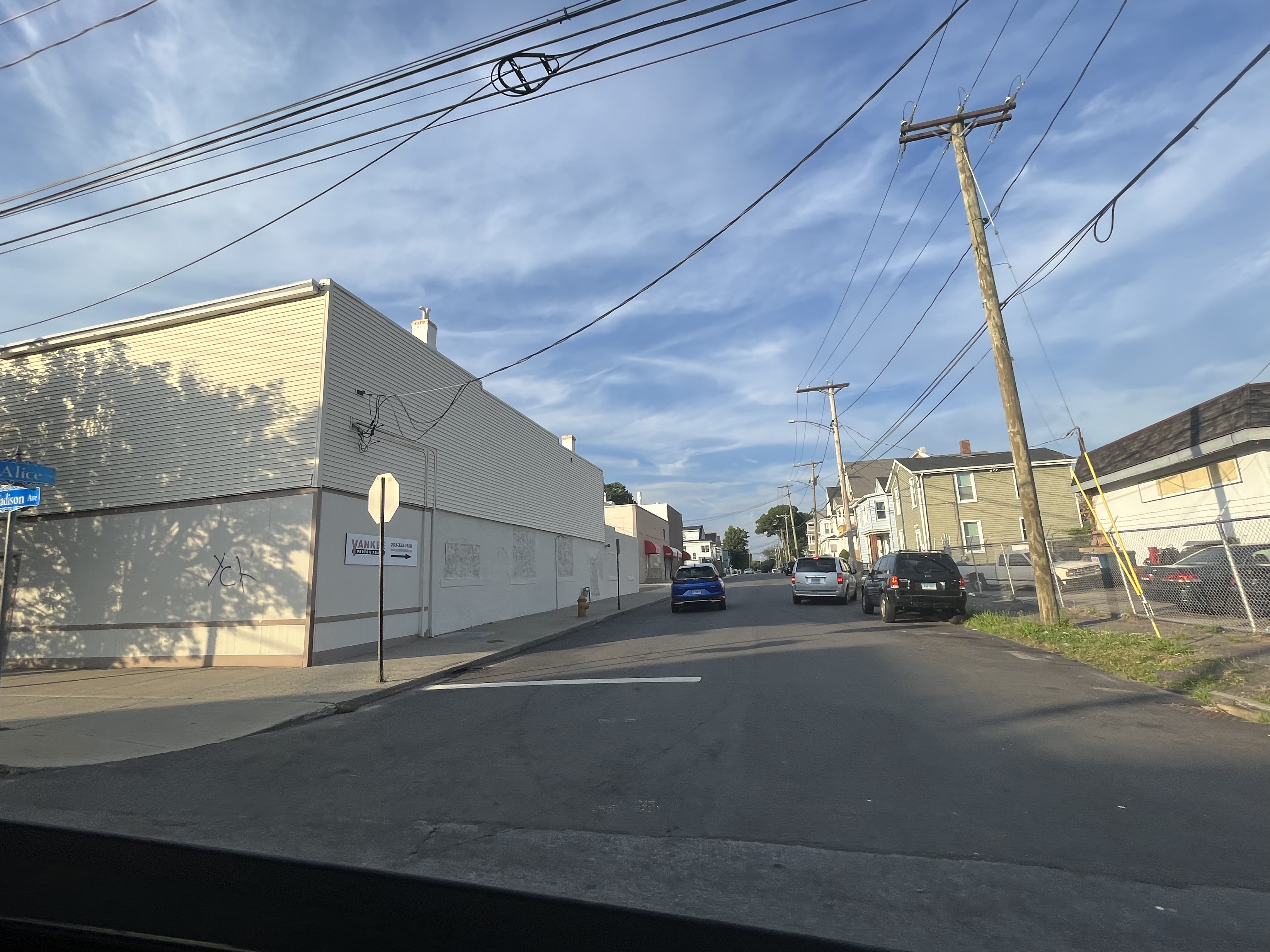
Madison Avenue, Italian Ice Shop